# Willington Ortiz
Willington Alfonso Ortiz Palacio (San Andrés de Tumaco, 26 de marzo de 1952) es un exfutbolista, entrenador, actor, político y empresario colombiano. Ortiz es considerado como uno de los mejores futbolistas colombianos de la historia, por su gran destreza en el regate.
Fue el conductor y referente de la Selección de fútbol de Colombia entre 1972 y 1985, obtuvo el subcampeonato de la Copa América 1975 y disputó las eliminatorias de los mundiales de Alemania 1974, Argentina 1978, España 1982 y México 1986. A nivel de clubes vistió las camisetas de Millonarios, Deportivo Cali y América, logrando seis títulos de la Primera A colombiana y disputando la final de tres ediciones de la Copa Libertadores de América.
Apodado "el viejo Willy", se destacó por su excelente gambeta, habilidad, velocidad y buen manejo de ambos perfiles. Ha sido nombrado el mejor futbolista colombiano del siglo y fue considerado uno de los 20 mejores futbolistas sudamericanos del siglo XX por IFFHS en el 2004.

## Trayectoria
Nació en Tumaco, Nariño, Colombia, el 26 de marzo de 1952. De pequeño se destacó por su habilidad para proteger el balón y su velocidad, cualidades que lo llevaron con 17 años a la selección juvenil de su departamento. Fue descubierto por el sacerdote Félix Escota, quien lo envió desde Tumaco (pueblo situado en la Costa Pacífica colombiana) a Girardot (en el centro del territorio colombiano), a donde el señor Tiberio Uribe Díaz, quien lo incorporó a las filas del Atlético Girardot. Posteriormente se probó sin suerte en el Deportivo Pereira y el América de Cali, perseverando luego de muchos intentos de llegar a un equipo profesional Jaime "el loco" Arroyave lo llevó a Millonarios; allí pasó primero por las divisiones inferiores a mediados de 1971. Sus 1,69 metros de estatura eran compensados y superados por las notables habilidades que poseía: gambeta, velocidad, precisión, visión del campo y, por supuesto, goles.

### Millonarios (1972-1979)
Debutó como profesional en enero de 1972, en un amistoso entre el cuadro albiazul y el brasilero Internacional de Porto Alegre, anotando el gol de la victoria. En Millonarios lograría dos campeonatos locales: 1972 y 1978; el primero de la mano del también reconocido director técnico Gabriel Ochoa Uribe y de Pedro Dellacha en el segundo, además fue subcampeón en 1973 y 1975. Con Millonarios en 1972 tres jugadores se destacaron por su rendimiento e integraron la 'tripleta goleadora' conocida como el BOM artífice del título: Willington Ortiz, Alejandro Brand y Jaime Morón. Con los 'embajadores' disputó las Copa Libertadores de América de 1973, 1974, 1976 y 1979, llegando a la semifinal de la competición en las dos primeras de ellas, las mejores actuaciones del equipo azul en el torneo continental. Es considerado el jugador colombiano más brillante que haya vestido la camiseta embajadora, donde fue ídolo e insignia y representante en la selección colombiana.
Al ser un jugador hábil y talentoso, solía recibir fuertes marcaciones por parte de los defensas rivales. Se recuerda una grave lesión que tuvo hacia 1979 cuando el defensa Antonio 'Gringo' Palacios le propinó una brutal entrada que dejó a Willington fuera de las canchas durante un buen tiempo, al punto que se especuló que no podría volver a jugar jamás.

### Deportivo Cali (1980-1982)
A finales de 1979, Willington Ortiz deja a Millonarios para irse al cuadro verdiblanco por la suma de 13 millones de pesos, todo un récord para esos tiempos (se decía también que era una cifra escandalosa) y dejando atrás ofertas de equipos españoles como el Barcelona y Valencia. Ya en la escuadra azucarera, su trayectoria no sería menos importante. En la temporada de 1980 fue el goleador del equipo con 17 tantos.
Su principal figuración vistiendo los colores del Cali tuvo lugar en el Monumental Antonio Vespucio Liberti de Buenos Aires, Argentina. Se jugaba el último partido de la primera fase en la Copa Libertadores de América de 1981 entre el local River Plate y el equipo colombiano, encuentro que terminaría con victoria para la visita 1-2 con goles de Capiello y Ortiz, siendo este último el de más grata recordación para los espectadores, ya que en la jugada Willington arranca desde el medio campo, supera en velocidad a dos rivales y define ante Ubaldo Fillol. No era un River cualquiera, el cuadro bonaerense contaba en sus filas con varios jugadores que se coronaron campeones del mundo en 1978, como el propio Fillol y el defensa Daniel Passarella, lo que enaltece aún más el triunfo caleño.

### América de Cali (1983-1988)
En 1983 su pase fue comprado por el América, eterno rival del Deportivo Cali. Ortiz debutó con su nueva divisa el 16 de febrero de aquel año en un amistoso ante el Boca Juniors de Argentina. Con los Diablos Rojos alcanzó los campeonatos de 1983, 1984, 1985 y 1986. Asimismo, fue subcampeón de la Copa Libertadores de América en 1985, 1986 y 1987. Con este equipo terminó su carrera futbolística, en el año de 1988.
El América le organizó un partido de despedida el 15 de marzo de 1989 al cual fue invitado como rival el Nacional de Montevideo (en ese momento campeón vigente de la Copa Intercontinental). Los Diablos Rojos se reforzaron para ese partido con el arquero Hugo Gatti, Norberto "El Beto" Alonso y Jorge "El Polilla" Da Silva. El día de su despedida el Alcalde de Cali, Carlos Holmes Trujillo le entregó al Viejo Willy la Medalla al Mérito Deportivo: Alberto Galindo Herrera.
Durante su trayectoria, el Viejo Willy fue invitado como representante de Colombia a varios partidos de exhibición internacionales con estrellas de todo el mundo donde demostró su gran control de balón. Fue el primer futbolista colombiano en participar de estos juegos, mejor conocidos como 'Resto del Mundo', organizados por lo general para apoyar diversas causas benéficas.

### Entrenador
Tras su retiro el 'viejo Willy' se dedicó a entrenar jugadores juveniles con América, Millonarios e incluso la Selección Colombia sub-17, a la que sacó campeona del torneo Odesur 1994; con el América ganó varios títulos en las categorías inferiores destacándose la Primera C en 1996.
En 2001 dirigió el Unión Meta de Villavicencio, que jugaba en la primera C del fútbol colombiano. 
En años recientes dirigió los equipos del colegio bilingüe Richmond y de la Escuela Superior de Administración Pública, ESAP.

## Selección nacional

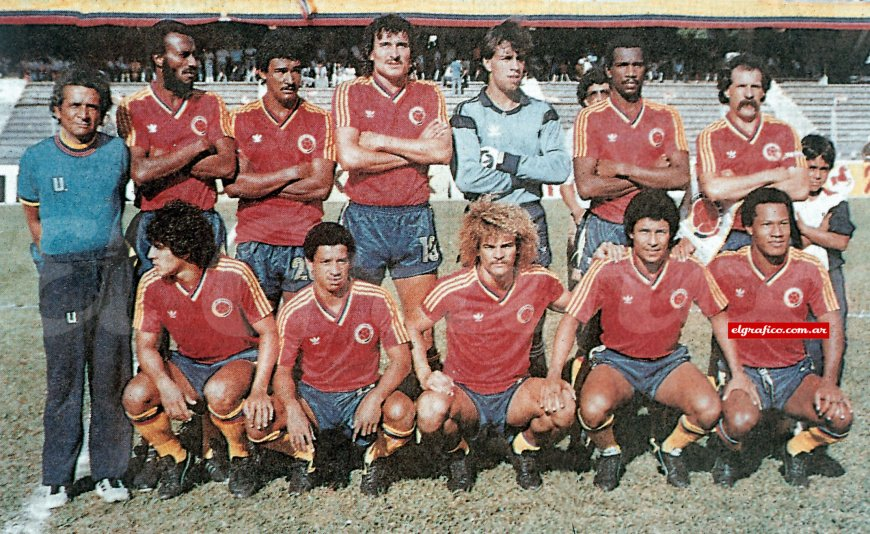
Willington Ortiz en la Repesca interna ante Paraguay en lo que sería su último partido en 1985.

Con la Selección Colombia disputó las eliminatorias a los mundiales de Alemania 1974, Argentina 1978, España 1982 y México 1986. Estuvo en la Copa América en 1975 y 1979, En la primera, Willington marcó sendos goles contra Ecuador en primera ronda y Uruguay en semifinales. Colombia logró llegar a la final, perdiendo con Perú el partido de desempate 0-1 en Caracas, Venezuela. También disputó el torneo olímpico de Múnich 1972.
Ortiz fue elegido por la Revista Nuevo Estadio como el mejor jugador de Colombia durante las décadas del 70 y 80. También recibió propuestas de ir a jugar a Argentina, Europa y Estados Unidos, en este último para jugar en el New York Cosmos.
Con la Selección Colombia:
- Primer partido: 15 de febrero de 1973, Colombia 0 / Alemania 2 en Bogotá, partido amistoso.
- Último partido: 3 de noviembre de 1985, Colombia 2 / Paraguay 1 en Cali, partido oficial por eliminatorias a la Copa Mundial de Fútbol de 1986 fase de repechaje (Willington Ortiz anotó uno de los dos goles, el otro lo marcó Sergio "Checho" Angulo). Como dato curioso, este partido marcó la despedida de Ortiz de la selección colombiana y en el mismo incursionaba por segunda vez quien se constituiría en su sucesor por todo lo alto: Carlos Valderrama.

### Participaciones en selección

#### Eliminatorias del Mundial
| Eliminatorias                 | Resultado | Part. | Goles |
| ----------------------------- | --------- | ----- | ----- |
| Eliminatorias Mundial de 1974 | 5º Lugar  | 4     | 3     |
| Eliminatorias Mundial de 1978 | 7º Lugar  | 4     | 0     |
| Eliminatorias Mundial de 1982 | 7º Lugar  | 4     | 0     |
| Eliminatorias Mundial de 1986 | 5º Lugar  | 8     | 2     |

#### Participaciones en Copas América
| Copa              | Sede | Resultado    | Part. | Goles |
| ----------------- | ---- | ------------ | ----- | ----- |
| Copa América 1975 |      | SubCampeon   | 9     | 2     |
| Copa América 1979 |      | Primera fase | 4     | 0     |

## Estadística como jugador

### Clubes
| Club                       | Temporada     | Liga | Liga  | Copa Libertadores | Copa Libertadores | Total | Total |
| Club                       | Temporada     | PJ.  | Goles | PJ.               | Goles             | PJ.   | Goles |
| -------------------------- | ------------- | ---- | ----- | ----------------- | ----------------- | ----- | ----- |
| Millonarios · Colombia     | 1972-79       | 301  | 90    | 27                | 6                 | 328   | 96    |
| Deportivo Cali · Colombia  | 1980-82       | 143  | 44    | 8                 | 2                 | 151   | 46    |
| América de Cali · Colombia | 1983-89       | 169  | 50    | 57                | 11                | 226   | 61    |
| Total carrera              | Total carrera | 613  | 184   | 92                | 19                | 705   | 203   |

### Selección
| Equipo             | País     | Año       | Partidos | Goles | Promedio |
| ------------------ | -------- | --------- | -------- | ----- | -------- |
| Selección Colombia | Colombia | 1973-1985 | 49       | 12    | 0,25     |

### Resumen estadístico
|                      | Partidos | Goles | Promedio |
| -------------------- | -------- | ----- | -------- |
| Primera División     | 613      | 184   | 0,33     |
| Copa Libertadores    | 92       | 19    | 0,21     |
| Selección Colombiana | 49       | 12    | 0,25     |
| TOTAL                | 754      | 215   | 0,29     |

## Estadísticas como entrenador

### Preparador de delanteros
| Club        | País     | Año  | Asistente de: |
| ----------- | -------- | ---- | ------------- |
| Millonarios | Colombia | 2010 | Richard Páez  |

### Entrenador en clubes
| Equipo                                     | Div.      | País     | Año         |
| ------------------------------------------ | --------- | -------- | ----------- |
| América de Cali "B"                        | Primera C | Colombia | 1995 - 1997 |
| Unión Meta                                 | Primera C | Colombia | 2001        |
| Escuela Superior de Administración Pública | ASCUN     | Colombia | ¿?          |

### Entrenador en selección
| Equipo           | Periodo                 | Periodo                 | Partidos | Partidos | Partidos | Partidos | Partidos | Partidos | Partidos | Partidos |
| Equipo           | Desde                   | Hasta                   | PJ       | PG       | PE       | PP       | %        | GF       | GC       | DG       |
| ---------------- | ----------------------- | ----------------------- | -------- | -------- | -------- | -------- | -------- | -------- | -------- | -------- |
| Colombia Sub-17  | 20 de noviembre de 1994 | 27 de noviembre de 1994 | 3        | 3        | 0        | 0        | 100%     | 10       | 0        | +10      |
| Conslidado Total | Conslidado Total        | Conslidado Total        | 3        | 3        | 0        | 0        | 100%     | 10       | 0        | +10      |

## Palmarés

### Jugador

#### Campeonatos nacionales
| Título    | Club            | País     | Año  |
| --------- | --------------- | -------- | ---- |
| Primera A | Millonarios     | Colombia | 1972 |
| Primera A | Millonarios     | Colombia | 1978 |
| Primera A | América de Cali | Colombia | 1983 |
| Primera A | América de Cali | Colombia | 1984 |
| Primera A | América de Cali | Colombia | 1985 |
| Primera A | América de Cali | Colombia | 1986 |

#### Campeonatos internacionales
| Título             | Club        | País     | Año  |
| ------------------ | ----------- | -------- | ---- |
| Copa Simón Bolívar | Millonarios | Colombia | 1972 |

### Entrenador

#### Campeonatos
| Título               | Club              | País     | Año  |
| -------------------- | ----------------- | -------- | ---- |
| Juegos Suramericanos | Colombia Sub-17   | Colombia | 1994 |
| Primera C            | América de Cali B | Colombia | 1996 |

### Distinciones individuales
| Distinción                                                                   | Año  |
| ---------------------------------------------------------------------------- | ---- |
| Medalla al Mérito Deportivo: Alberto Galindo Herrera                         | 1989 |
| Mejor futbolista colombiano del siglo XX por la IFFHS                        | 2000 |
| 17º Lugar en Ranking del Mejor jugador sudamericano del siglo por la IFFHS   | 2000 |
| Elegido por la Dimayor como uno de los 5 futbolistas más grandes de Colombia | 2008 |

## Comentarios
En una ocasión Carlos Salvador Bilardo dijo: 

Willington Ortiz ha sido y es importante para el fútbol de Colombia. De haber estado en otro país hubiese tenido mayor trascendencia. Yo a Ortiz lo conocí muy bien y es un jugador excepcional en todo el sentido de la palabra. Como futbolista, todos lo saben, con las cualidades técnicas que lo convirtieron en insustituible. Él sabe hacer todo y con una modestia conmovedora. Debe quedar claro que Willington Ortiz significaba para la selección Colombia que yo dirigí, lo que ahora significa para Argentina la presencia de Diego Maradona

Ricardo Bochini dijo de Willington: 

El futbol colombiano va a sentir mucho la ausencia de Willington Ortiz. Yo no estoy seguro que alguien pueda reemplazarlo. La calidad de Ortiz y su forma de ser fuera de ella, son cualidades incomparables

Efraín "El Caimán" Sánchez dijo: 

Si Willington Ortiz hubiera jugado el mundial de Italia 90 hubiera sido el Rey del Fútbol a nivel mundial

Arturo Segovia dijo: 

Al único que le vi hacer cosas mejores que a Willington fue a Pelé

Raúl Navarro dijo: 

Yo no vi a ningún otro jugador como Willington Ortiz, salvo a Maradona, Messi y Di Stefano

## Vida personal
- Televisión:
  - De 1993 a 1997 participó en la televisión con un papel secundario en la serie colombiana De pies a cabeza donde era instructor de una escuela infantil de fútbol.
  - Desde noviembre de 2010 hasta marzo de 2011 participó en el reality show La Granja Tolima de Caracol Televisión.
  - En 2014 participó en un capítulo de la serie La selección de Caracol TV, interpretándose como el mismo, en una visita que le realizaba a Freddy Rincón y la familia de la esposa.
- Política:
  - En marzo de 2002 fue elegido como miembro de la Cámara de Representantes de Colombia en representación de las comunidades afrocolombianas.
- Familia:
  - Está casado con Martha y es el padre de Willington, Laila, Lina, Douglas y Andrés Ortiz.
  - Su sobrino Julio César Ortiz también llegó a ser jugador profesional.